# 제니 프로스트
제니 프로스트(Jenny Frost, 1978년 2월 22일 ~ )는 잉글랜드의 가수로, 아토믹 키튼의 일원이다.